# Bodianus pulchellus

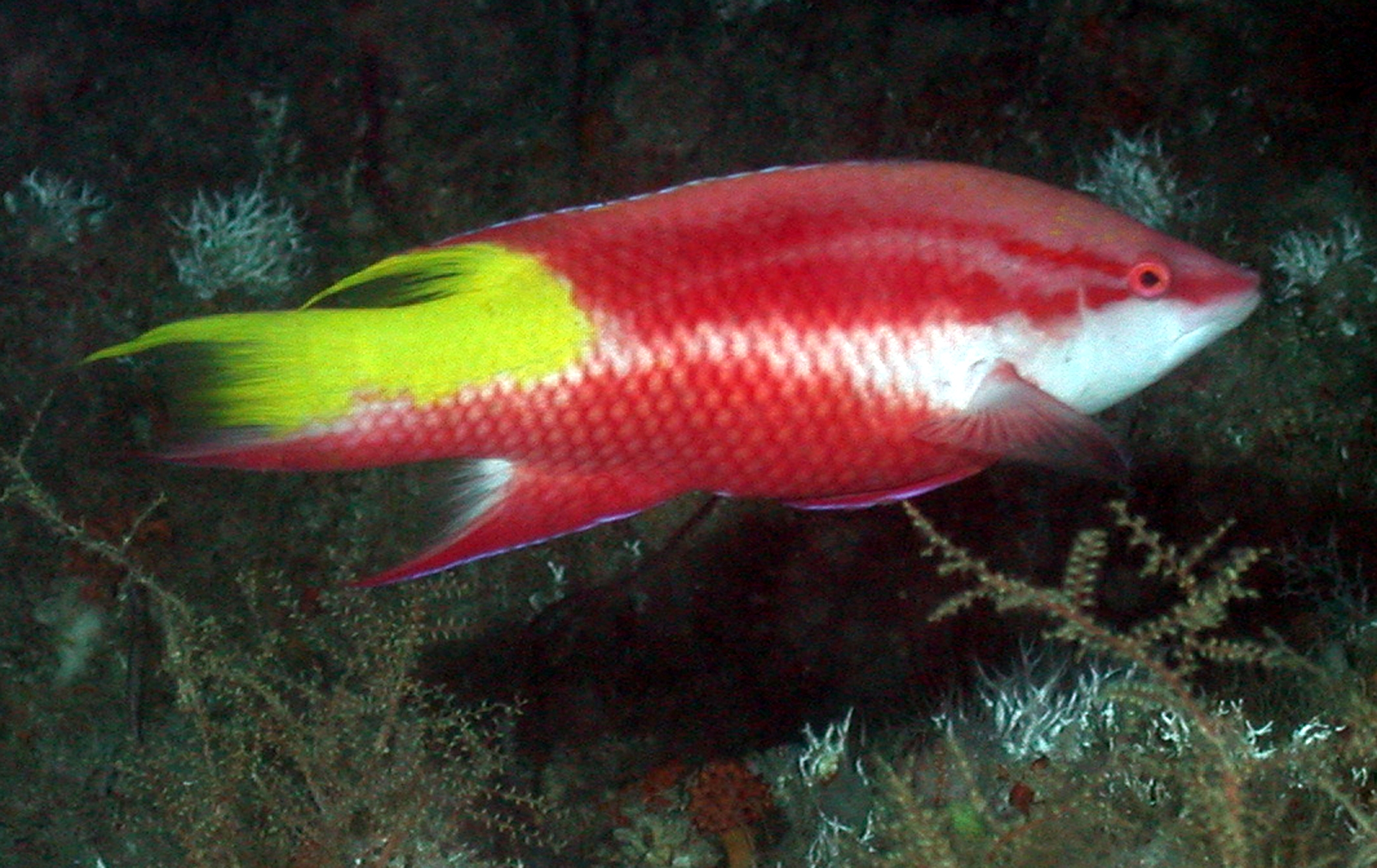
Bodianus pulchellus

Bodianus pulchellus (Poey, 1860) è un pesce marino appartenente alla famiglia Labridae.

## Distribuzione e habitat
È una specie atlantica che vive tra i 15 e i 24 m di profondità in zone ricche di anfratti; talvolta si spinge fino a 120 m. Il suo areale si estende dalle coste del Brasile agli Stati Uniti (Carolina del Sud), ed è comune nel golfo del Messico. È anche stato segnalato a São Tomé.

## Descrizione
Ha un corpo compresso lateralmente e allungato che raggiunge una lunghezza massima di 28,5 cm, anche se in genere si mantiene intorno ai 18. La testa ha un profilo appuntito. Gli esemplari giovanili sono completamente gialli; con la crescita, la maggior parte del corpo diventa rosso e l'area gialla si riduce fino a coprire solo gli ultimi raggi della pinna dorsale e la parte superiore di pinna e peduncolo caudale. Appare inoltre una fascia bianca orizzontale che passa al centro del corpo, la quale tende a sparire di nuovo negli adulti. Questi ultimi sono dotati di estremità filamentose sulla pinna caudale, sulla pinna dorsale e sulla pinna anale.
Si distingue dal simile Bodianus rufus, con cui può ibridarsi, per la colorazione e soprattutto grazie alla macchia nera presente sulla pinna pettorale.

## Biologia

### Alimentazione
Gli adulti si nutrono sia di pesci più piccoli che di invertebrati come crostacei, policheti, echinodermi e molluschi (bivalvi e gasteropodi). I giovani ripuliscono altri pesci dai parassiti.

### Riproduzione
È oviparo e non sono note cure parentali verso le uova.

## Conservazione
Gli esemplari giovani sono talvolta pescati per l'acquariofilia, mentre è una specie molto meno ricercata come alimento; il suo areale si sovrappone comunque a diverse aree marine protette. La lista rossa IUCN classifica B. pulchellus come "a rischio minimo" (LC).